# Чемпионат Косова по волейболу среди женщин
Чемпионат Косова по волейболу среди женщин — ежегодное соревнование женских волейбольных команд Республики Косово. Проводится с сезона 1991/92.
Соревнования проходят в двух дивизионах — Суперлиге и Лиге «А». Организатором является Федерация волейбола Косова. 

## Формула соревнований (суперлига)
До 1991 турнир проходил в рамках одного из дивизионов чемпионата Югославии. С 1991 проводится как чемпионат самопровозглашённой Республики Косово.
Чемпионат в суперлиге в сезоне 2023/24 включал два этапа — предварительный и плей-офф. На предварительной стадии 6 команд играли в 4 круга. Лучшая четвёрка вышла в полуфинал плей-офф и далее по системе с выбыванием определила двух финалистов, которые разыграли первенство. Серии матчей проводились до двух (в полуфинале) и до трёх (в финале) побед одного из соперников.
За победу со счётом 3:0 и 3:1 команды получают 3 очка, 3:2 — 2 очка, за поражение со счётом 2:3 — 1 очко, 0:3 и 1:3 — 0 очков.
В чемпионате 2023/24 в суперлиге участвовали 6 команд: «Дрита» (Гьилани/Гнилане), «Фуша-Косова» (Фуша-Косова/Косово-Поле), «Скендерай» (Скендерай/Србица), «Приштина», «Фер Воллей» (Феризай/Урошевац), «Кастриоти» (Феризай/Урошевац). Чемпионский титул выиграла «Дрита», победившая в финале «Скендерай» 3-1 (3:2, 3:2, 2:3, 3:0). 3-е место заняла команда «Фуша-Косова».

## Чемпионы
- 1992 «Дрита» Гьилани/Гнилане
- 1993 «Дрита» Гьилани/Гнилане
- 1994 «Дрита» Гьилани/Гнилане
- 1995 «Дрита» Гьилани/Гнилане
- 1996 «Дрита» Гьилани/Гнилане
- 1997 «Кастриоти-Феризай» Феризай/Урошевац
- 1998 «Дрита» Гьилани/Гнилане
- 1999 «Кастриоти-Феризай» Феризай/Урошевац
- 2000 «Кастриоти-Феризай» Феризай/Урошевац
- 2001 «Гьиноци» Сухарека/Сува-Река
- 2002 «Кастриоти-Феризай» Феризай/Урошевац
- 2003 «Гьиноци» Сухарека/Сува-Река
- 2004 «Мабетекс» Приштина
- 2005 «Мабетекс» Приштина
- 2006 «Мабетекс» Приштина
- 2007 «Мабетекс» Приштина
- 2008 «М-Технологие»[2] Приштина
- 2009 «Кастриоти-Феризай» Феризай/Урошевац
- 2010 «Университети Приштинас» Приштина
- 2011 «М-Технологие» Приштина
- 2012 «Приштина»
- 2013 «Приштина»
- 2014 «М-Технологие» Приштина
- 2015 «Скендерай» Скендерай/Србица
- 2016 «Дрита» Гьилани/Гнилане
- 2017 «Дрита» Гьилани/Гнилане
- 2018 «Дрита» Гьилани/Гнилане
- 2019 «Дрита» Гьилани/Гнилане
- 2020 «М-Технологие» Приштина
- 2021 «Дрита» Гьилани/Гнилане
- 2022 «Дрита» Гьилани/Гнилане
- 2023 «Дрита» Гьилани/Гнилане
- 2024 «Дрита» Гьилани/Гнилане